# Бостон Ред Сокс
Бостон Ред Сокс (англ. Boston Red Sox) — профессиональная бейсбольная команда, базирующаяся в Бостоне, штат Массачусетс. Выступающий в Восточном дивизионе Американской лиги Главной лиге бейсбола (МЛБ), клуб основан в 1901 году, как одна из восьми команд основателей Американской лиги. Домашние матчи команда проводит на Фенуэй Парк, с 1912 года. «Ред Сокс» получили название благодаря владельцу команды, Джону Тэйлору. Клуб является второй бейсбольной командой Бостона, после «Ред Стокингс». За всю историю клуб играл в 13 Мировых сериях и выиграл 9 из них.
Бостон был сильнейшей командой новообразованной лиги. Выиграв первую мировую серию у «Питтсбург Пайрэтс» в 1903 году и ещё четыре чемпионата до 1918 года. Однако потом, «Ред Сокс» попали в одну из наиболее продолжительных бестрофейных серий в истории бейсбола, также известную как «Проклятие Бамбино». Предполагаемым началом серии считается переход ведущего игрока Бейба Рута в стан принципиального соперника, «Нью-Йорк Янкис» спустя всего два года после победы в чемпионате в 1918 году. «Ред Сокс» не могли победить в мировой серии на протяжении 86 лет до 2004 года. Тем не менее, за этот период команда не была предана забвению. За это время «Ред Сокс» четырежды выходили в мировую серию, а проигрыши стали известны как «Безумный рывок» Эноса Споутера в 1946 году, «Невыполнимая мечта», в 1967 году, Хоум-ран Карлтона Фиска в 1975 году и Ошибка Билии Бакнера в 1986 году. Также эти годы заполнились противостоянием «Бостон Ред Сокс» с «Нью-Йорк Янкис» — возможно, самым жестким и исторически принципиальным противостоянием в североамериканском спорте. «Проклятие» завершилось победой в Мировой серии 2004 года над Сент-Луис Кардиналс. Последующие победы в Мировой серии команда одержала в 2007, 2013 и 2018 годах.
Владельцами «Бостон Ред Сокс» является Fenway Sports Group, также владеющая английским футбольным клубом «Ливерпуль», выступающим в Премьер-лиге. «Ред Сокс» является одной из самых посещаемых команд МЛБ, лишь малая вместимость «Фенуэй Парк» не позволяет команде быть самой посещаемой в лиге.

## Прозвище
Название «Ред Сокс» команда получила благодаря владельцу команды Джону Тэйлору, который поменял название после сезона 1907 года.

## Противостояние с «Янкис»
Противостояние «Янкис»—"Ред Сокс", является старейшим и наиболее принципиальным в профессиональном спорте. Команды ведут соперничество уже более 100 лет.
Противостояние зачастую является самой обсуждаемой темой разговоров в северо-восточной части США. С момента появления Уайлд карт и добавления серии Дивизионов в плей-офф команды трижды пересекались в серии Американской лиги. Так «Янкис» выиграли в 1999 и 2003 годах, «Сокс» выиграли в 2004 году. Кроме того, команды дважды пересекались до этого в последней игре регулярного чемпионата, решая кто будет играть в Мировой серии. В итоге «Ред Сокс» выиграли матч и выходили в мировую серию в 1904 году, а «Янкис» в 1949 году.
Также команды совершали самые известные камбэки. В 1978 году, «Янкис» отыграли дефицит в 14 побед, обошли «Ред Сокс» на одну победу в регулярном чемпионате и попали в плей-офф. «Ред Сокс» также является единственной командой в истории лиги, отыгравшийся в серии плей-офф при счете 0:3. В 2004 году «Янкис» вели в серии Американской лиги, но проиграли в семи матчах.